# زغبة مأكولة
زغبة مأكولة (الاسم العلمي: Glis glis) (بالإنجليزية: Edible Dormouse)‏ هو نوع من الثدييات يتبع جنس الزغبة السمينة من فصيلة الزغبات.